# Ewa Sudakiewicz
Ewa Sudakiewicz, znana również jako Ewa Sudakiewicz-Zelenovic (ur. 27 listopada 1958 w Zielonej Górze) – polska aktorka teatralna i filmowa.

## Życiorys
W 1982 roku ukończyła studia na Wydziale Aktorskim PWSFTviT w Łodzi. Jej debiut teatralny miał miejsce 7 kwietnia 1984 roku na scenie Teatru na Targówku w Warszawie, w którym występowała do 1987 roku.

## Filmografia
- 1981: Jan Serce − Basia, barmanka w restauracji (odc. 2)
- 1984: 07 zgłoś się (odc. 16)
- 1984: Dzień czwarty − sanitariuszka
- 1984: Kim jest ten człowiek − piosenkarka
- 1985: Rośliny trujące
- 1986: Kryptonim „Turyści” − Lilka Wdowiakówna
- 1986: Słońce w gałęziach
- 1986: Tulipan − Hania, dziewczyna poderwana na imprezie (odc. 2, 3)
- 1986: Zmiennicy − prostytutka Zocha (odc. 3, 7 i 13)
- 1987: Trzy kroki od miłości
- 1988: Pogranicze w ogniu (odc. 7)
- 1988: Galimatias, czyli kogel-mogel II − Wanda, sekretarka naczelnika
- 1989: Gorzka miłość − Hanna Miodobiorska-Oleszkiewicz, żona Lecha
- 1989: Gorzka miłość (serial telewizyjny) − Hanna Miodobiorska-Oleszkiewicz, żona Lecha (odc. 2, 4)